# Álex Balboa
Álex Balboa (Vitoria-Gasteiz, 6 maart 2001) is een Spaans-Equatoriaal-Guinees voetballer, die als middenvelder speelt voor Almere City FC.

## Carrière
Balboa doorliep de jeugdopleiding van Deportivo Alavés en speelde één jaar bij Club San Ignacio. In januari 2021 keerde hij terug naar Alavés. Hij speelde 16 wedstrijden in het eerste van de Baskische club.  In het seizoen 2023/24 speelde hij op huurbasis bij SD Huesca, waar hij 14 wedstrijden speelde en één keer tot scoren kwam.
In juli 2024 tekende Balboa een contract voor twee seizoenen, met een optie voor een derde seizoen, bij Almere City FC, dat uitkwam in de Eredivisie. Hij maakte zijn debuut in de eerste speelronde tegen AZ Alkmaar.

## Interlandcarrière
Balboa speelt sinds 2021 in het nationale elftal van Equatoriaal-Guinea. Hij maakte zijn debuut op 7 september, tegen Mauritanië. Hij kwam in de 84e minuut in de ploeg voor Josete Miranda.
| Interlands van Álex Balboa voor Equatoriaal-Guinea | Interlands van Álex Balboa voor Equatoriaal-Guinea | Interlands van Álex Balboa voor Equatoriaal-Guinea | Interlands van Álex Balboa voor Equatoriaal-Guinea | Interlands van Álex Balboa voor Equatoriaal-Guinea | Interlands van Álex Balboa voor Equatoriaal-Guinea |
| №                                                  | Datum                                              | Wedstrijd                                          | Uitslag                                            | Competitie                                         | Goals                                              |
| -------------------------------------------------- | -------------------------------------------------- | -------------------------------------------------- | -------------------------------------------------- | -------------------------------------------------- | -------------------------------------------------- |
| 1                                                  | 7 september 2021                                   | Equatoriaal-Guinea – Mauritanië                    | 1 – 0                                              | WK 2022 (kwalificatie)                             | 0                                                  |
| 2                                                  | 10 oktober 2021                                    | Zambia – Equatoriaal-Guinea                        | 1 – 1                                              | WK 2022 (kwalificatie)                             | 0                                                  |
| 3                                                  | 13 november 2021                                   | Equatoriaal-Guinea – Tunesië                       | 1 – 0                                              | WK 2022 (kwalificatie)                             | 0                                                  |
| 4                                                  | 16 november 2021                                   | Mauritanië – Equatoriaal-Guinea                    | 1 – 1                                              | WK 2022 (kwalificatie)                             | 0                                                  |
| 5                                                  | 30 januari 2021                                    | Senegal – Equatoriaal-Guinea                       | 3 – 1                                              | Africa Cup 2021                                    | 0                                                  |
| 6                                                  | 23 maart 2022                                      | Guinee-Bissau – Equatoriaal-Guinea                 | 3 – 0                                              | Vriendschappelijk                                  | 0                                                  |
| 7                                                  | 6 juni 2022                                        | Equatoriaal-Guinea – Libië                         | 2 – 0                                              | Africa Cup 2023 (kwalificatie)                     | 0                                                  |
| 8                                                  | 24 maart 2023                                      | Equatoriaal-Guinea – Botswana                      | 2 – 0                                              | Africa Cup 2023 (kwalificatie)                     | 0                                                  |
| 9                                                  | 28 maart 2023                                      | Botswana – Equatoriaal-Guinea                      | 2 – 3                                              | Africa Cup 2023 (kwalificatie)                     | 0                                                  |
| 10                                                 | 6 september 2023                                   | Libië – Equatoriaal-Guinea                         | 1 – 1                                              | Africa Cup 2023 (kwalificatie)                     | 0                                                  |
| 11                                                 | 20 november 2023                                   | Liberia – Equatoriaal-Guinea                       | 3 – 0                                              | WK 2026 (kwalificatie)                             | 0                                                  |
| 12                                                 | 9 januari 2024                                     | Equatoriaal-Guinea – Djibouti                      | 1 – 1                                              | Vriendschappelijk                                  | 0                                                  |
| 13                                                 | 14 januari 2024                                    | Nigeria – Equatoriaal-Guinea                       | 1 – 1                                              | Africa Cup 2023                                    | 0                                                  |
| 14                                                 | 22 januari 2024                                    | Equatoriaal-Guinea – Ivoorkust                     | 4 – 0                                              | Africa Cup 2023                                    | 0                                                  |
| 15                                                 | 10 juni 2024                                       | Equatoriaal-Guinea – Malawi                        | 1 – 0                                              | WK 2026 (kwalificatie)                             | 0                                                  |
| 16                                                 | 5 september 2024                                   | Algerije – Equatoriaal-Guinea                      | 2 – 0                                              | Africa Cup 2025 (kwalificatie)                     | 0                                                  |

Bijgewerkt tot 24 februari 2025.

## Statistieken
| Seizoen        | Club           | Land               | Competitie         | Competitie | Competitie | Beker | Beker | Internationaal | Internationaal | Totaal | Totaal |
| Seizoen        | Club           | Land               | Competitie         | Wed.       | Dlp.       | Wed.  | Dlp.  | Wed.           | Dlp.           | Wed.   | Dlp.   |
| -------------- | -------------- | ------------------ | ------------------ | ---------- | ---------- | ----- | ----- | -------------- | -------------- | ------ | ------ |
| 2020/21        | San Ignacio    | Vlag van Spanje    | Tercera División   | 11         | 2          | 0     | 0     | 0              | 0              | 11     | 2      |
| 2020/21        | Alavés B       | Vlag van Spanje    | Segunda División B | 15         | 0          | 0     | 0     | 0              | 0              | 15     | 0      |
| 2021/22        | Alavés B       | Vlag van Spanje    | Tercera División   | 20         | 0          | 0     | 0     | 0              | 0              | 20     | 0      |
| 2022/23        | Alavés B       | Vlag van Spanje    | Segunda Federación | 2          | 0          | 0     | 0     | 0              | 0              | 2      | 0      |
| 2021/22        | Alavés         | Vlag van Spanje    | Primera División   | 0          | 0          | 1     | 0     | 0              | 0              | 1      | 0      |
| 2022/23        | Alavés         | Vlag van Spanje    | Segunda Division A | 11         | 0          | 4     | 0     | 0              | 0              | 15     | 0      |
| 2023/24        | Alavés         | Vlag van Spanje    | Primera División   | 0          | 0          | 0     | 0     | 0              | 0              | 0      | 0      |
| 2023/24        | Huesca         | Vlag van Spanje    | Segunda Division A | 10         | 0          | 1     | 0     | 0              | 0              | 11     | 0      |
| 2024/25        | Almere City FC | Vlag van Nederland | Eredivisie         | 9          | 0          | 0     | 0     | 0              | 0              | 9      | 0      |
| Carrièretotaal | Carrièretotaal | Carrièretotaal     | Carrièretotaal     | 78         | 0          | 6     | 0     | 0              | 0              | 84     | 2      |

Bijgewerkt op 24 februari 2025.
1 Bakker ·
2 Dankerlui ·
3 Jacobs ·
4 Visus ·
5 Ritmeester van de Kamp ·
6 Carbonell ·
7 Providence ·
8 Tahiri ·
9 Robinet  ·
11 Kadile ·
12 Jasim ·
14 Zagaritis ·
15 Lawrence ·
16 Nalić ·
17 Hansen ·
18 Brym ·
19 Haye ·
20 Akujobi ·
21 Guillaume ·
22 Barbet ·
23 Balboa ·
24 Mattoir ·
25 Mamengi ·
26 Keller ·
27 Martins ·
28 Receveur ·
29 Wendlinger ·
30 Kuiper ·
31 Van der Wilt ·
32 De Nijs ·
34 Foah-Sam ·
34 Pinas ·
36 Beaumont ·
37 Puriel ·
39 Poku ·
40 Dors ·
50 Garden ·
Coach: Rijsdijk
· Assistent-coach: Booy
· Assistent-coach: Dastgir
· Assistent-coach: Talan
· Keeperstrainer: Etemadi